# قشم (شهر)
قِشم یکی از شهرهای استان هرمزگان در جنوب ایران است. این شهر در بخش مرکزی شهرستان قشم در جزیره قشم قرار دارد.

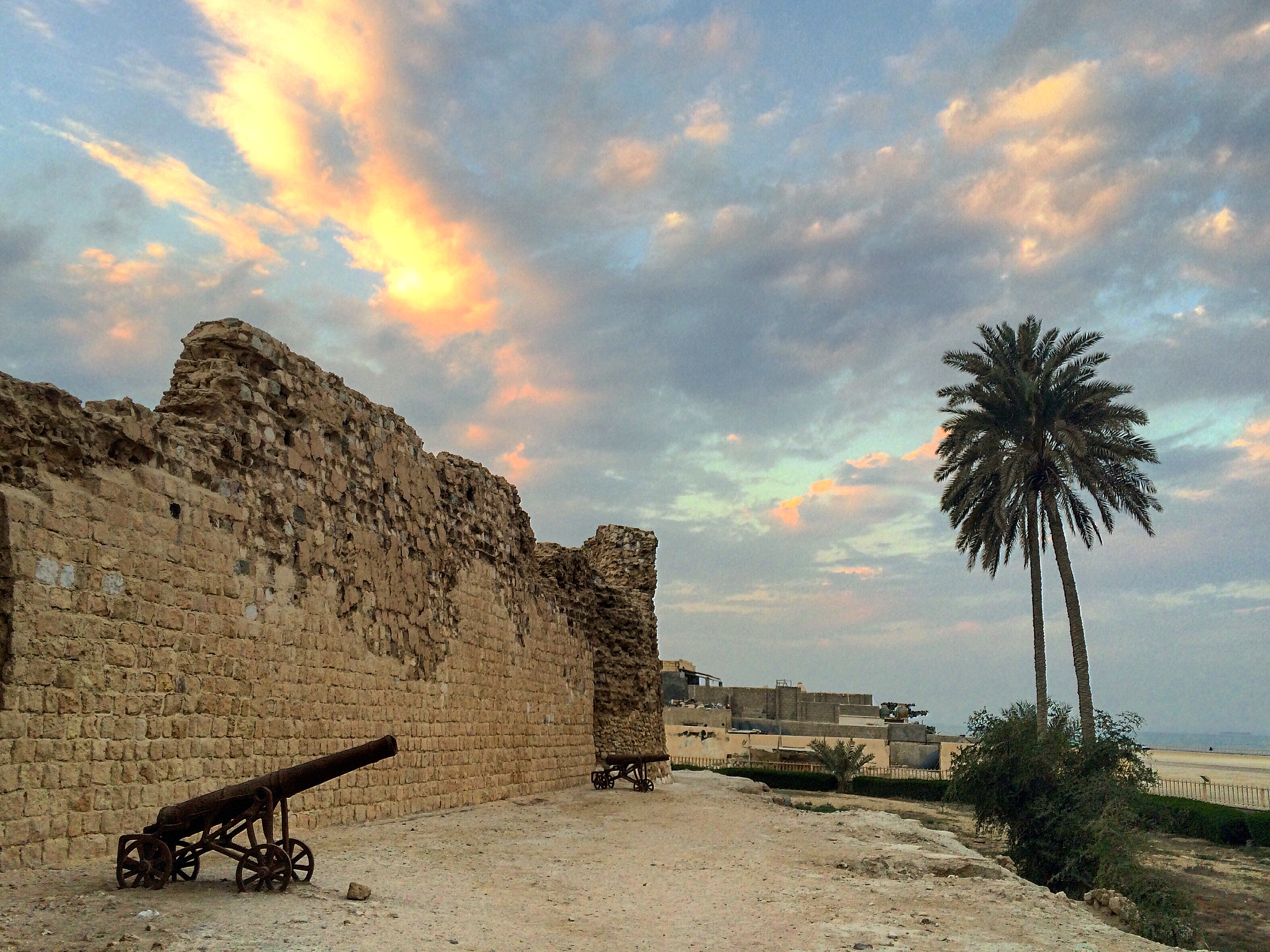
قلعه پرتغالی‌ها قشم

## جمعیت
جمعیت شهر قشم طبق سرشماری عمومی نفوس و مسکن در سال ۱۳۹۵، برابر با ۴۰٬۶۷۸ نفر بوده‌است.

## جاذبه‌های گردشگری
- قلعه پرتغالی‌ها[۴]
- امامزاده سیدمظفر

بر اساس تحقیقات به‌عمل آمده نسب این امامزاده معلوم نیست به کجا منتهی می‌شود ولی از دوران قدیم در این مکان تا سال ۱۳۷۳ فقط اتاقی با سازه سنگ و گِل قدیمی بود با قبری درون آن که سپس توسط اوقاف مرمت و بازسازی شد و به شکل کنونی درآمده است.
- دره ستارگان قشم، از بی‌نظیرترین جاهای دیدنی قشم

یکی از بی‌نظیرترین جاهای دیدنی قشم دره ستارگان است. دره ستارگان مجموعه‌ای از کوه‌ها، دره‌ها و صخره‌هاست. به مرور زمان این کوه‌ها و صخره‌ها بر اثر بارش باران، وزش باد و… تغییر کرده‌است. این تغییر باعث به وجود آمدن اشکال متفاوت در بین کوه‌ها و صخره‌ها شده‌است. شکل‌هایی که گاهی با کمی تصور به موجودات عجیب و غریب و حیوانات شبیه می‌شوند.

## نگارخانه

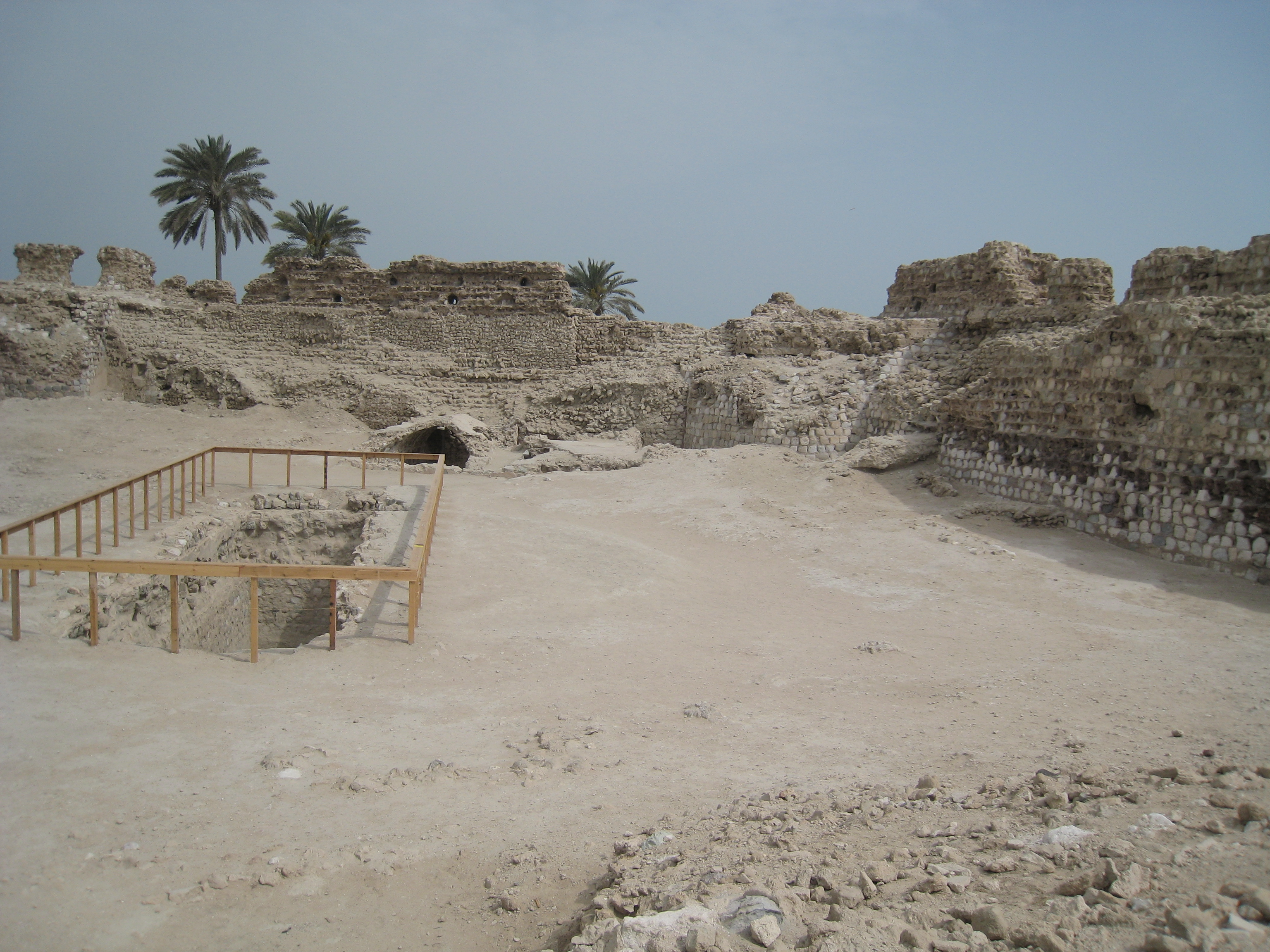
قلعه پرتغالی‌ها قشم
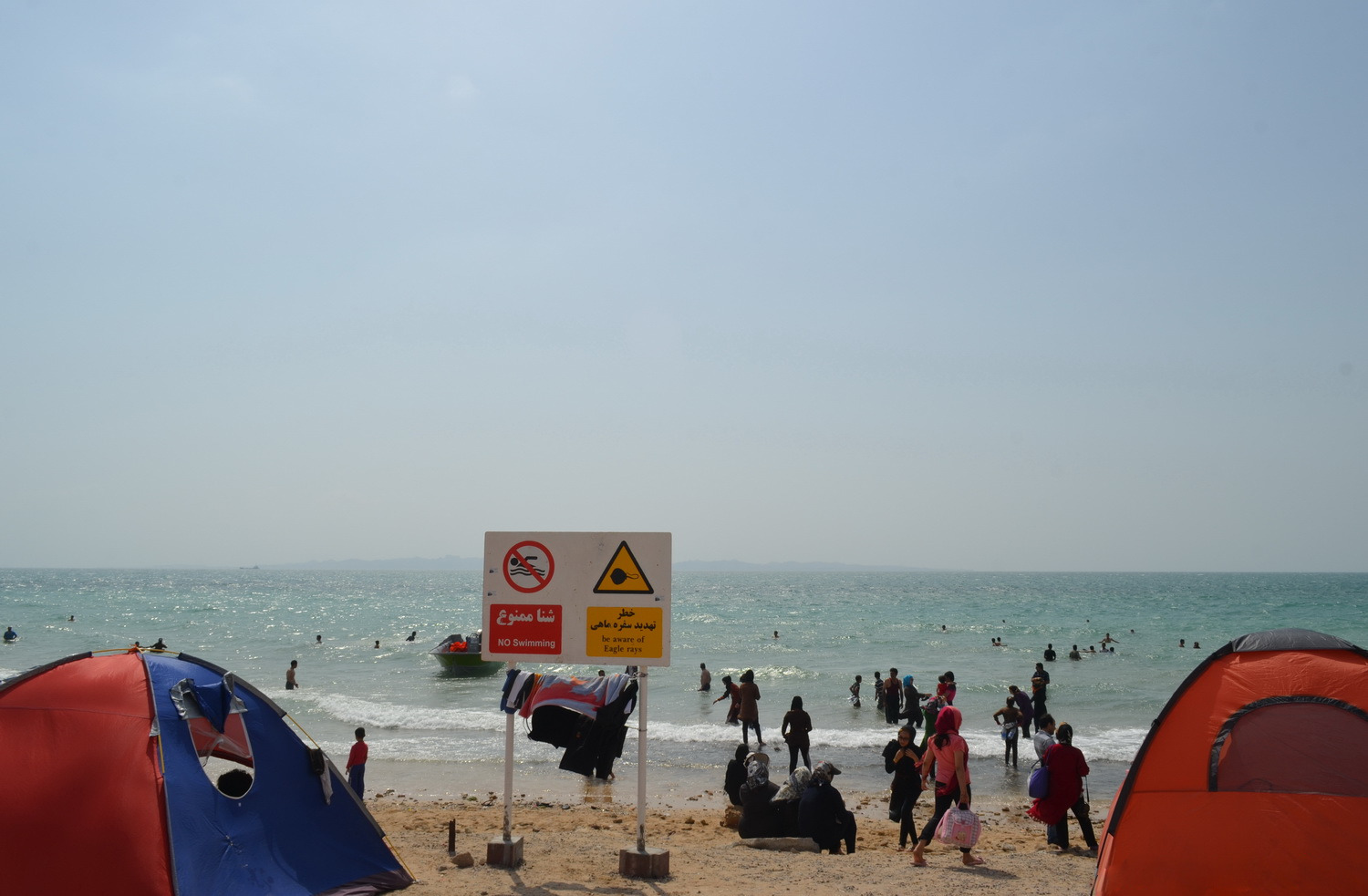
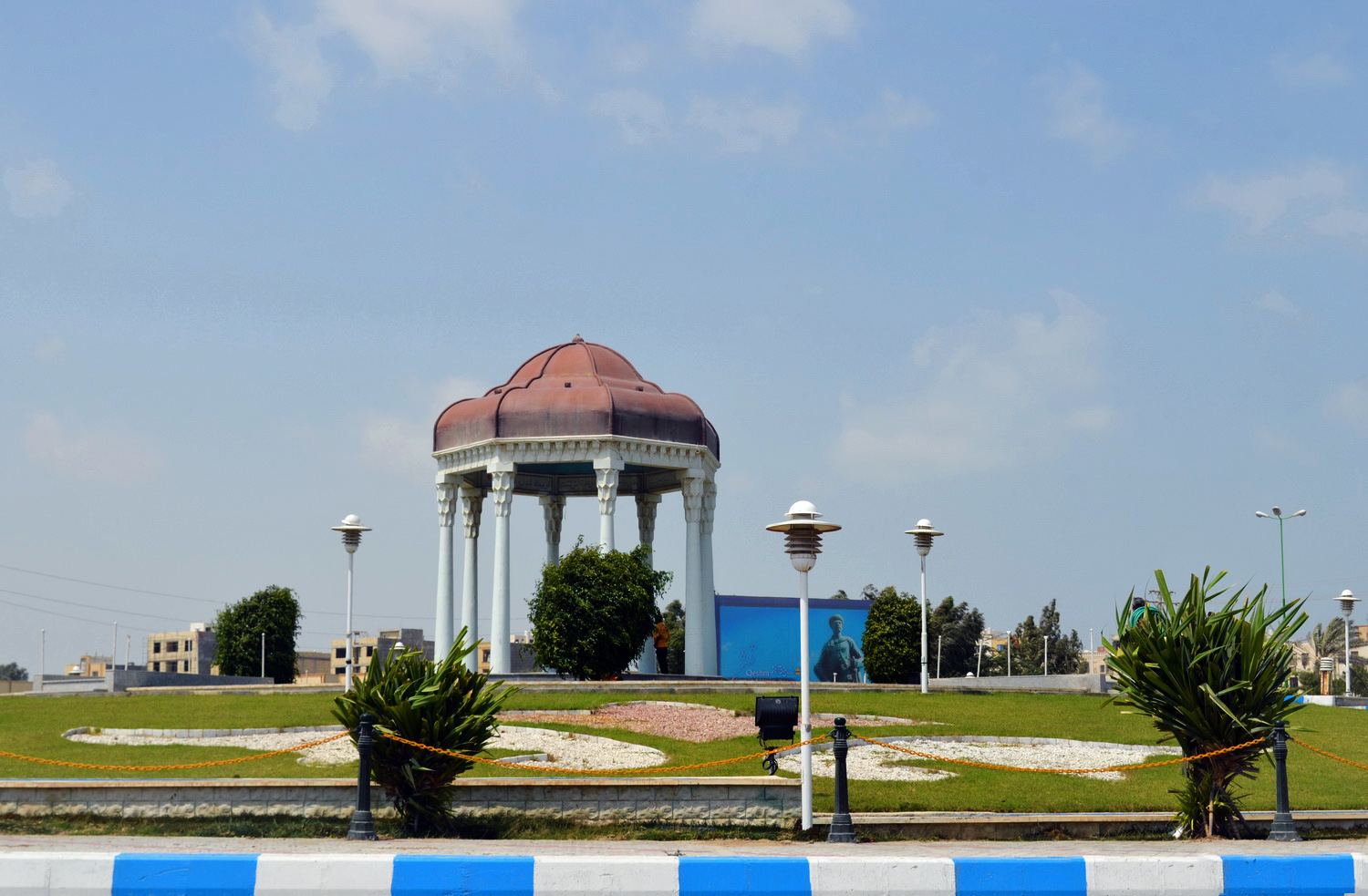
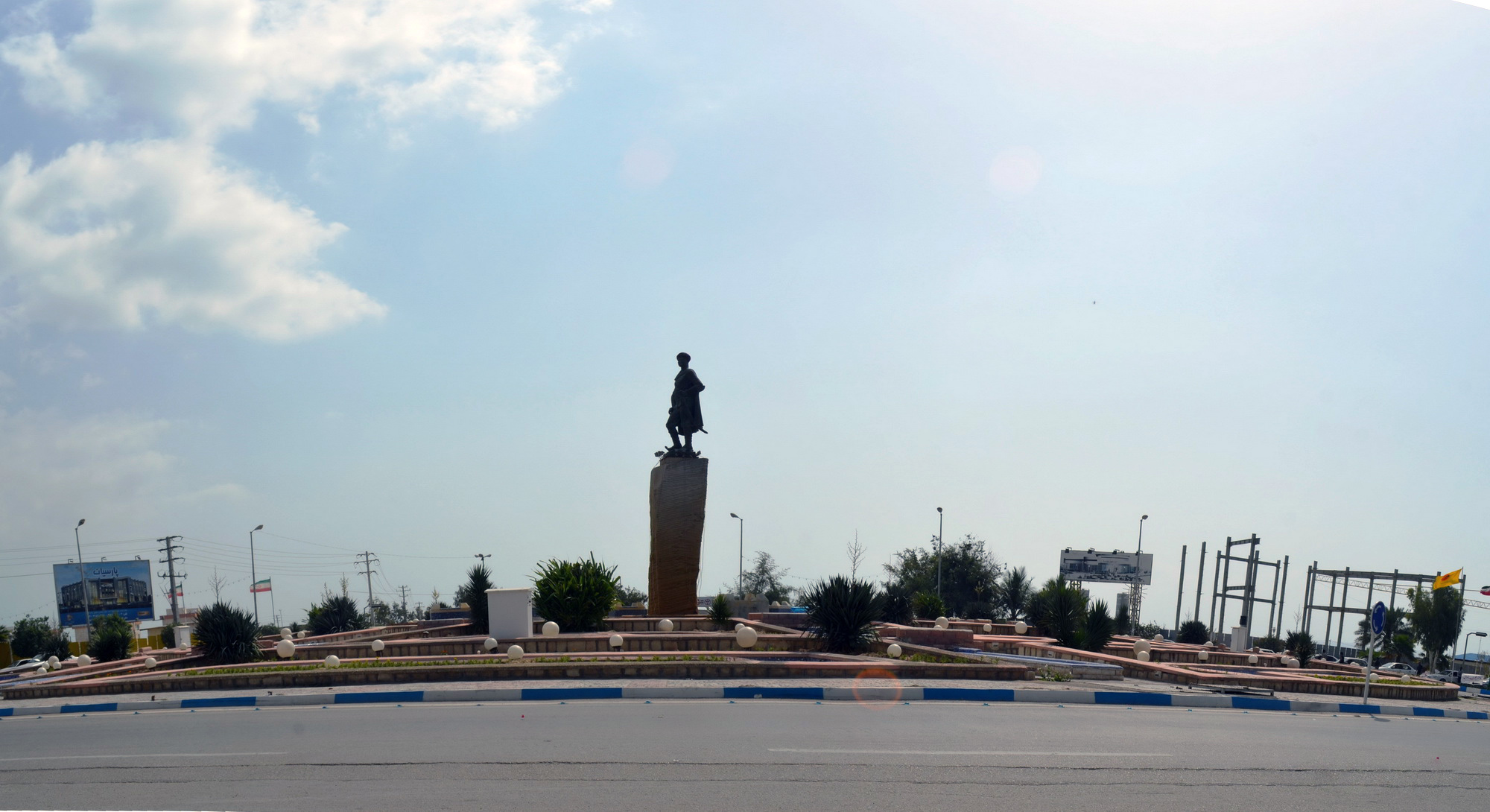
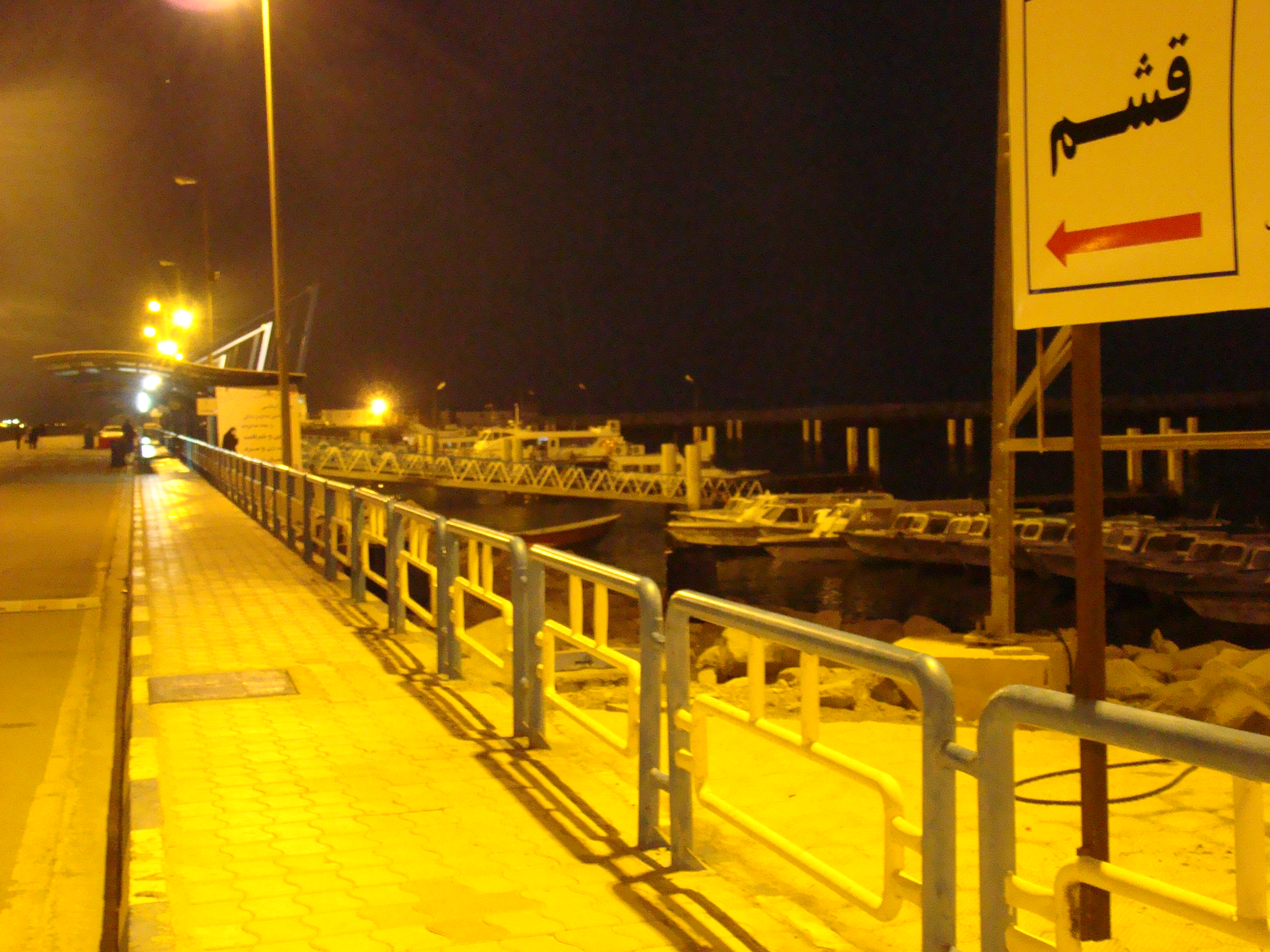
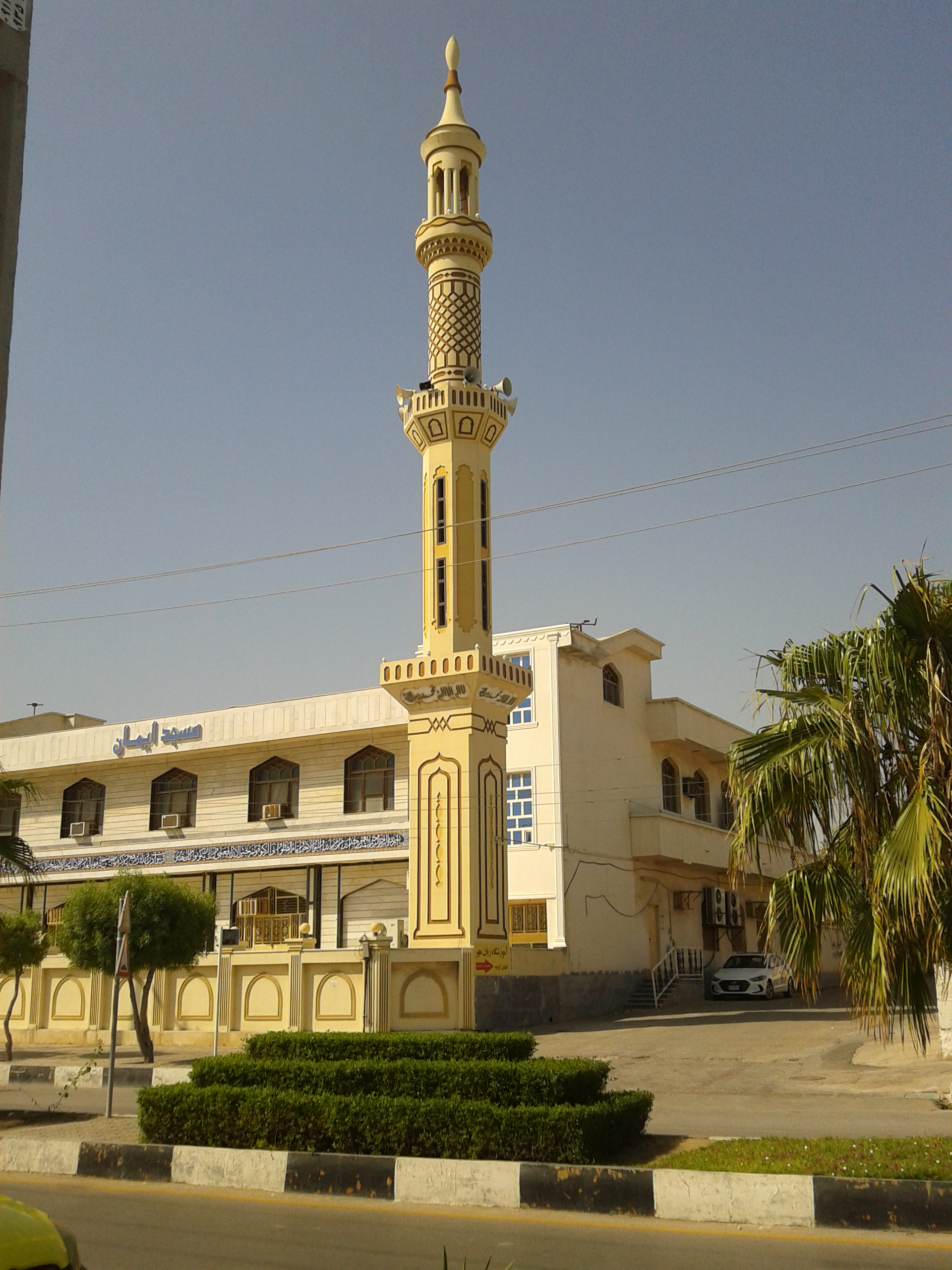
مسجدی در قشم
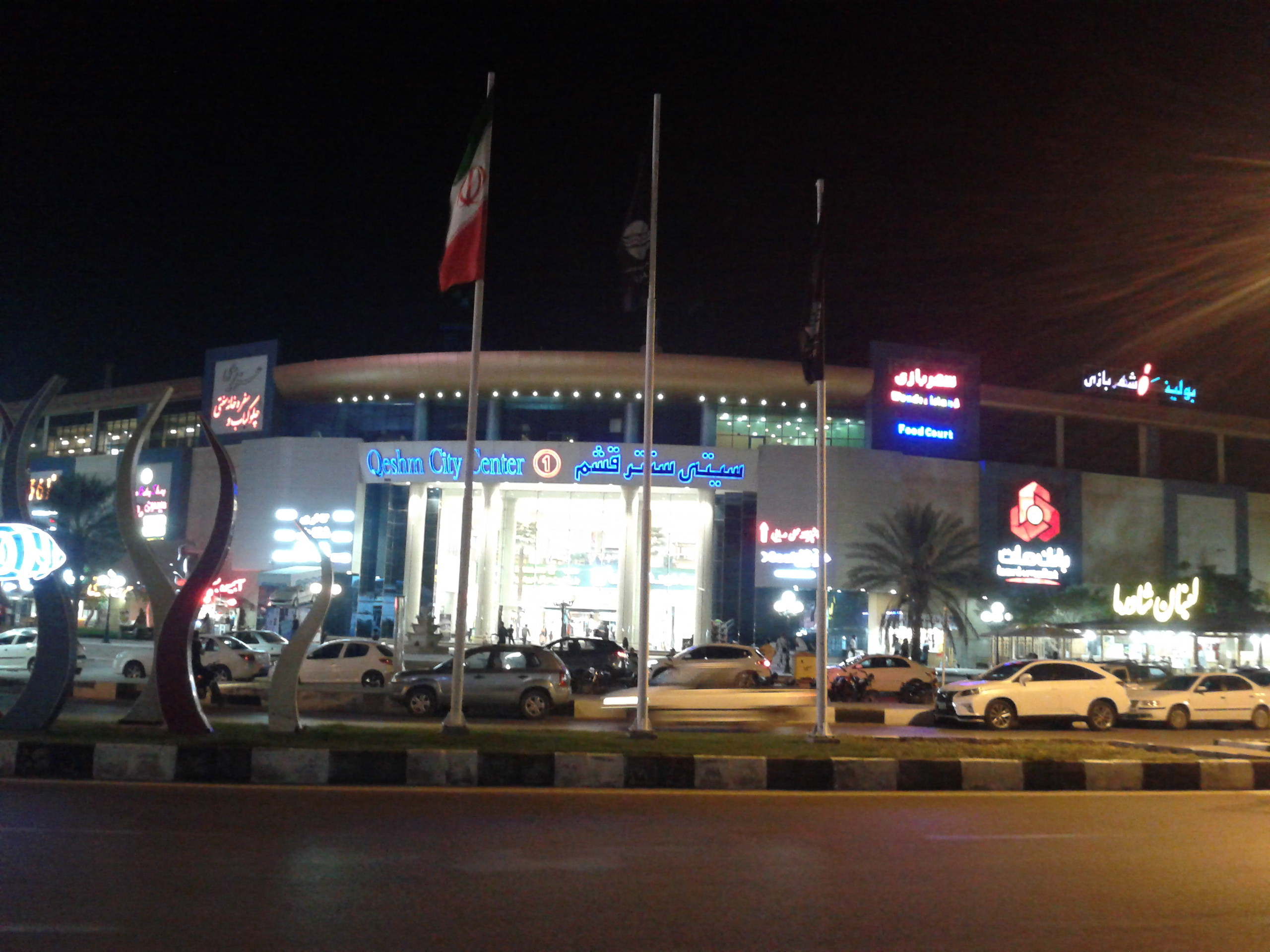
سیتی سنتر ۱
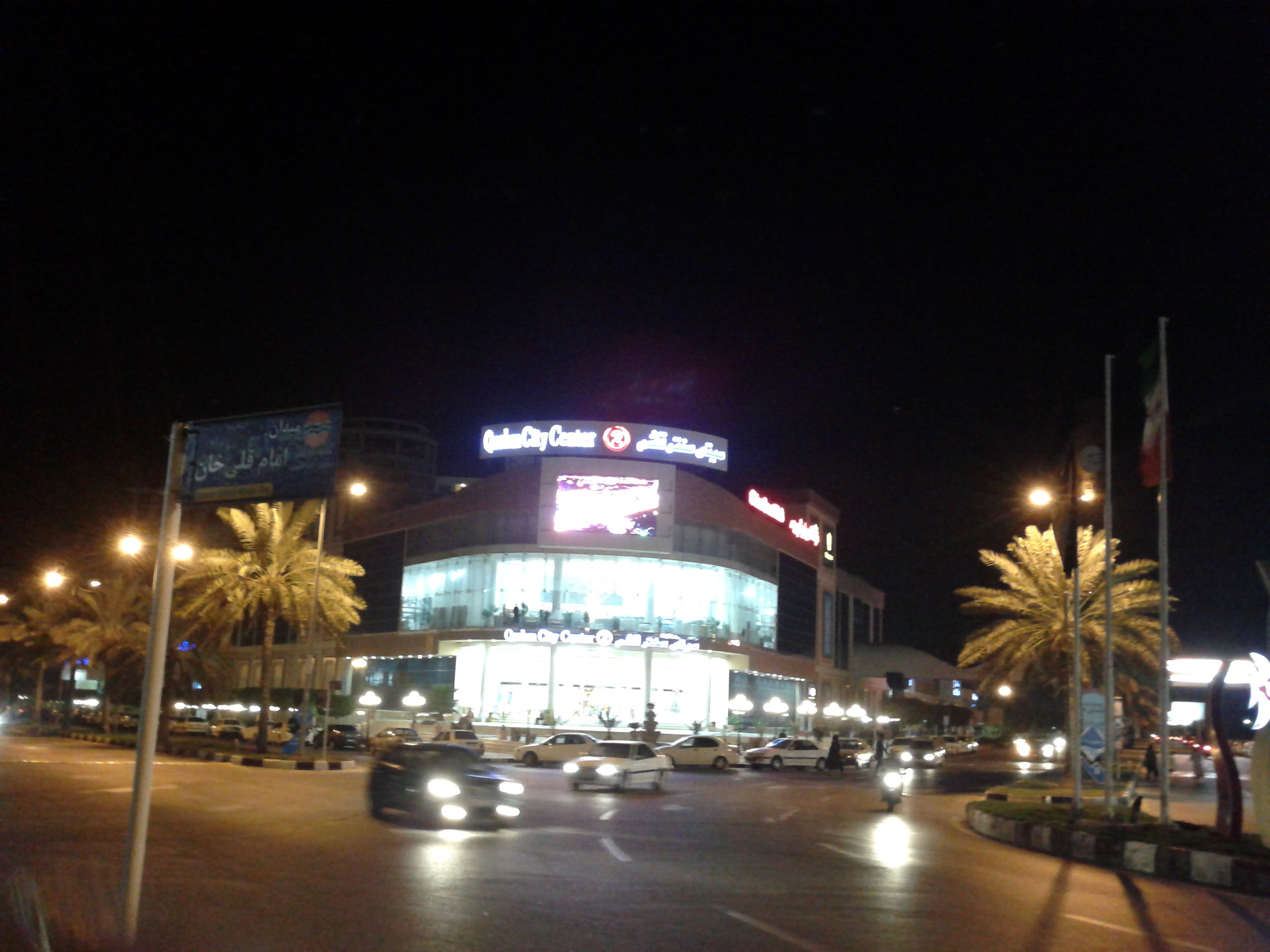
سیتی سنتر ۲
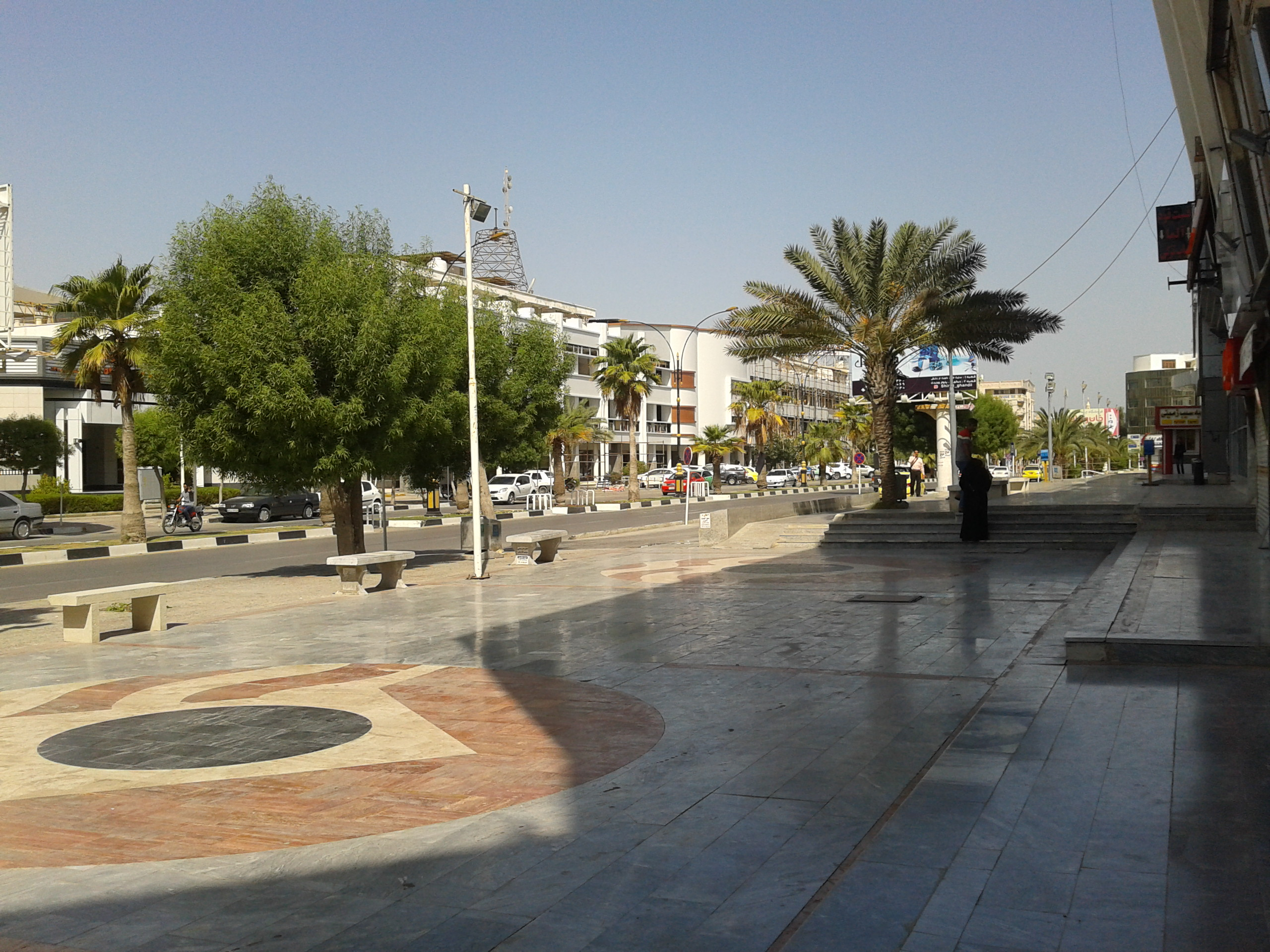
بلوار ولیعصر یا امام قلی خان، نزدیکی چهارراه پردیس